# Joakim Sandgren
Joakim Sandgren, född 29 november 1965 i Stockholm, är en svensk tonsättare.

## Biografi
Sandgren är utbildad slagverkspedagog, först i Ingesund och därefter vid Kungliga Musikhögskolan i Stockholm. 1991–98 studerade han komposition för bland andra Sven-David Sandström, Magnus Lindberg och Pär Lindgren. Studierna väckte ett intresse för datorstödd komposition, särskilt inom programmet Patch-Work. Han kompletterade sina studier med en ettårig kurs vid IRCAM i Paris och skrev 2003–04 en masteruppsats på Université Paris VIII om datorstödd komposition med titeln Présentation partielle d'un environnement informatique de composition en LISP.
Sandgren tIlldelades 2014 Järnåkerstipendiet av Stiftelsen Saltö för kammarmusikverket Endroits susceptibles.
Joakim Sandgren är bosatt i Paris.

## Verk
- A False Tree för orkester (1990)
- Intrigue för (piccola)flöjt, oboe, klarinett, fagott, 2 trumpeter, horn, eufonium och piano (1990)
- Rave för tuba (1990)
- Resonance för tuba (1990)
- A Mad Horse för stråkorkester (1991)
- Entitet för trumpet (1991)
- Monolit för 4 trumpeter, horn, 4 tromboner och tuba (1991–92)
- Essä för violin, viola och cello (1992)
- Jag får så ont i ögonen, ett spel mellan grönt och blått vatten med figurer under ytan för saxofonkvartett (1992)
- Ska bara byta böcker åt sexorna för 6–7 slagverkare (1992)
- Röster, elektroakustisk musik (1993)
- Dagsljuset är en vit falk för 3 kvinnoröster och kammarorkester till text av Bruno K. Öijer (1993–94)
- Det är du som drömmer för 2 slagverkare och tape (1994)
- Quinta essentia, tre satser för 3 recitatörer, flöjt, 3 trumpeter, horn, 3 tromboner och tuba (1994)
- Samtal för 4 slagverkare (1994)
- Morfe technes, elektroakustisk musik (1994–96)
- Gestalt för 6 trumpeter (1995–96)
- Strängar på trä för violin (1996–97)
- Sinfonietta för kammarorkester (1997–99)
- Cordes sur bois för violin (1997/2001)
- Samtal för slagverk (1998)
- Orkester för symfoniorkester (1999–2000)
- Déambulation oculaire för basklarinett (2000)
- Solo pour violoniste för violin och tape (2000–01)
- Ecart för altblockflöjt (2001)
- Visite för saxofon, trombon, slagverk och gitarr (2001)
- Cloches för tenorblockflöjt och slagverk (2001/2006)
- Berceuse för 3 slagverkare (2002)
- Souvenir I för 15 stråkar (2002)
- Bruits en Norvège för saxofon, accordeon och kontrabas (2003)
- Pour trois musiciens för flöjt, klarinett och piano (2003–04)
- Pour un(e) flûtiste à bec et neuf musiciens för tenorblockflöjt-solist, flöjt, basklarinett, trumpet/piccolatrumpet, gitarr, 2 slagverkare, viola, cello och kontrabas (2004–05)
- Pour un(e) pianiste för preparerat piano (2005)
- Instrument contondant för flöjt, basklarinett, trombon, piano, vibrafon, djembe, viola, cello och kontrabas (2006–07)
- Lignes granulées (pour un(e) pianist) för piano (2007)
- Pièces à conviction för flöjt och 4-kanalig tape (2007–08)
- Empreintes digitales för piccolaflöjt, congas, violin och 4-kanalig tape (2008–09)
- Faits saillants för cello och 4-kanaligt band (2009–10)
- Endroits susceptibles (2010–12)
  - Version för flöjt, klarinett, 2 slagverkare, violin, cello och tape
  - Version för flöjt, klarinett, vibrafon, piano, violin, cello och tape
- Lumières noires för violin och elektronik (2011–12)
- Objets saisis för basklarinett och 4-kanaligt band (2012)
- Traces instrumentales för 2 pianister (2013)
- Points caractéristiques för klarinett, vibrafon eller piano, cello och elektronik (2013–14)
- Fluorescences naturelles för piccolaflöjt, klarinett, vibrafon, piano, violin, cello och elektronik (2013–15)
- Multiple fragments för 2 pianon (2014)
- Cellules lysées för piccolaflöjt, klarinett, piccolatrumpet, vibrafon, congas, piano, violin, cello, kontrabas och elektronik (2015–16)